# ألتونه

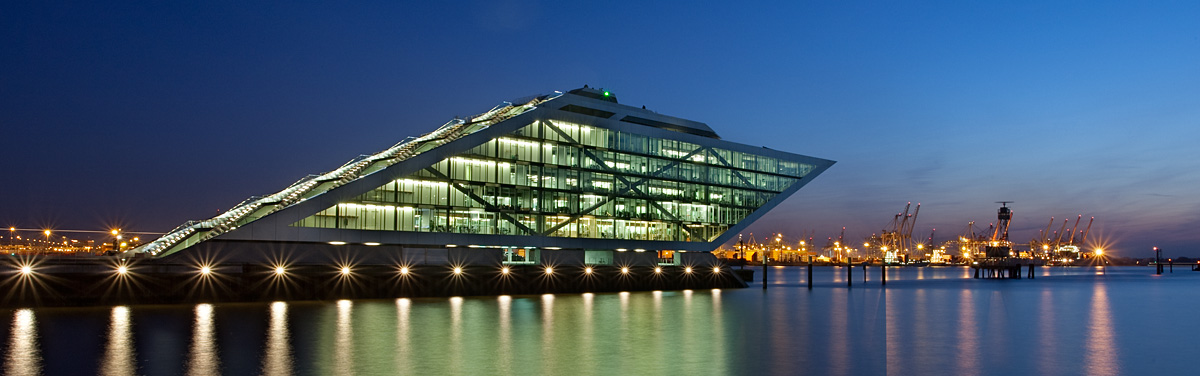
بناء دوكلاند في منطقة المرفأ

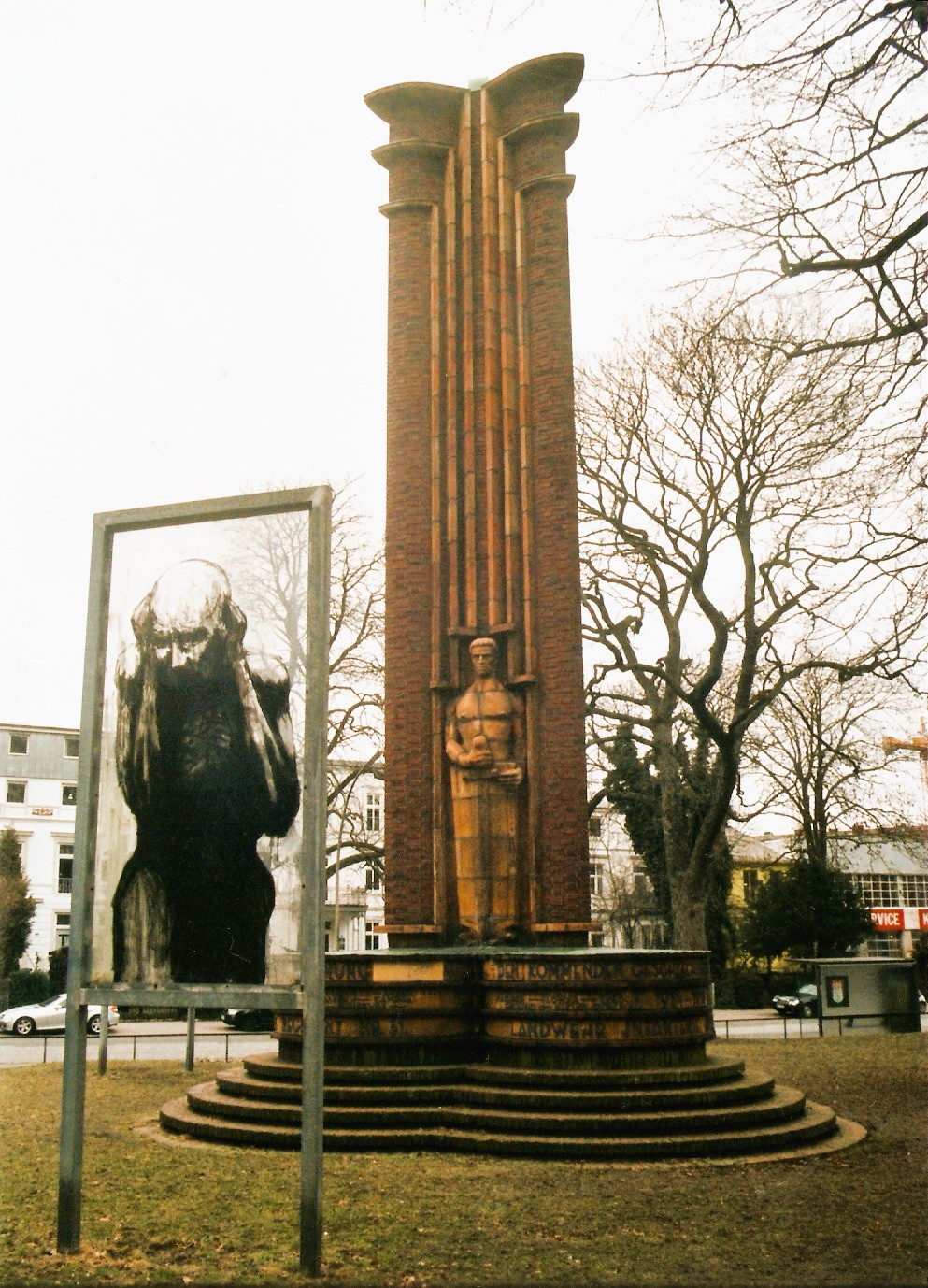
نصب تذكاري للأفواج البروسية (إي آر 31, رير31 و إل31)

ألتونا (  بالألمانية Altona )، تُعرف أيضًا باسم هامبورغ-ألتونا، هي منطقة حضرية (Bezirk) تقع في أقصى غرب ولاية مدينة هامبورغ الألمانية على الضفة اليمنى لنهر إلبه، وبلغ عدد سكانها 270,263 نسمة في عام 2016.
خضعت ألتونا لحكم الإدارة الملكية الدانماركية من عام 1640 إلى عام 1864 وظلت منطقة مستقلة حتى عام 1937.

## التاريخ

### الفترة الدنماركية
تأسست ألتونا عام 1535 كقرية للصيادين فيما كان يُعرف آنذاك بهولشتاين-بينّيبيرغ. في عام 1640، خضعت ألتونا للحكم الدنماركي كجزء من هولشتاين-غلوكشتات، وفي عام 1664 منحها الملك الدنماركي فريدريك الثالث، الذي كان يحكم أيضًا بصفته دوق هولشتاين، الحقوق البلدية. كانت ألتونا واحدة من أهم المدن المرفئية التابعة للملكية الدنماركية. في عام 1844، تم افتتاح خط السكك الحديدية من ألتونا إلى كيل، والمعروف باسم سكة حديد هامبورغ-ألتونا–كيل (بالدنماركية: Christian VIII Østersø Jernbane).

### الفترة الإمبراطورية
أدت الحروب بين الدنمارك والاتحاد الألماني – حرب شليسفيغ الأولى (1848–1851) وحرب شليسفيغ الثانية (فبراير–أكتوبر 1864) – إلى تنازل الدنمارك عن دوقيات شليسفيغ وهولشتاين ولاونبورغ. في البداية، تم إدارتها بشكل مشترك كإقليم مشترك من قبل بروسيا والنمسا. أصبحت هولشتاين تحت الإدارة النمساوية حصريًا وفقًا لاتفاقية غاشتاين في 14 أغسطس 1865، بينما خضعت شليسفيغ ولاونبورغ للسلطة البروسية. بعد الحرب النمساوية البروسية، أصبحت شليسفيغ-هولشتاين بأكملها مقاطعة بروسية في عام 1867، وبذلك أصبحت ألتونا جزءًا من الإمبراطورية الألمانية في عام 1871. وفي نفس العام، ضرب وباء الكوليرا المدينة، مما أسفر عن ما لا يقل عن 16 حالة وفاة في ألتونا.
نظرًا للقيود الصارمة المفروضة على عدد اليهود المسموح لهم بالعيش في هامبورغ حتى عام 1864 (باستثناء الفترة بين 1811 و1815)، تطورت في ألتونا جالية يهودية كبيرة بدءًا من عام 1611، عندما منح الكونت إرنست من شاومبورغ وهولشتاين-بينّيبيرغ أول تصاريح إقامة دائمة لليهود الأشكناز. كان أفراد الجالية يمارسون الأعمال التجارية في كل من هامبورغ وألتونا نفسها. وبعد الهولوكوست النازي خلال الحرب العالمية الثانية، لم يتبقَ سوى المقابر اليهودية، لكن في القرنين السابع عشر والثامن عشر والتاسع عشر، كانت الجالية مركزًا رئيسيًا للحياة اليهودية والدراسات الدينية. كانت هولشتاين-بينّيبيرغ ولاحقًا هولشتاين الدنماركية تفرض ضرائب أقل وتضع قيودًا مدنية أقل على الجالية اليهودية مقارنة بحكومة هامبورغ.

### التاريخ من 1918 إلى 1945
خلال حقبة فايمار التي تلت الحرب العالمية الأولى، شهدت مدينة ألتونا اضطرابات كبيرة بسبب الإضرابات العمالية وأعمال الشغب في الشوارع. كان التضخم في ألمانيا مشكلة رئيسية آنذاك. وفي عام 1923، أصدر ماكس براور، عمدة ألتونا، توجيهًا بدفع جزء من رواتب موظفي المدينة بقطع نقدية خاصة بعدادات الغاز، حيث لم تفقد هذه القطع قيمتها بسبب التضخم.
أبرز الأحداث في تلك الفترة كان الأحد الدامي في ألتونا (بالألمانية: Altonaer Blutsonntag) في 17 يوليو 1932، حيث قُتل 18 شخصًا، جميعهم تقريبًا على يد الشرطة، خلال اشتباكات عنيفة بين مسيرة للنازيين وأعضاء أو مؤيدي الحزب الشيوعي.
وفي عام 1938، أزال قانون هامبورغ الكبرى ألتونا من الدولة الحرة بروسيا في عام 1937 ودمجها مع مدينة هامبورغ الحرة والهانزية، إلى جانب عدة بلدات مجاورة.
بعد مداهمات للشرطة ومحاكمة خاصة، أُدين برونو تيش وآخرون في 1 أغسطس 1933 وحُكم عليهم بالإعدام بقطع الرأس بفأس محمولة باليد.

### التاريخ الحديث
في التسعينات، قامت جمهورية ألمانيا الاتحادية بإلغاء إدانات برونو تيش والرجال الآخرين الذين تم إعدامهم، وبرأتهم من التهم المنسوبة إليهم.
في 1 فبراير 2007، تم إلغاء مكاتب الأحياء (Ortsämter) في هامبورغ. كانت في ألتونا توجد مناطق مثل بلانكنيزه و لوروب و أوسدورف التي كانت تحتوي على مكاتب محلية. وفي 1 مارس 2008، أصبحت منطقة شانزينفيرتل، التي كانت تمتد عبر أجزاء من أحياء ألتونا، إيمسبيوتل وهامبورغ-مِتِه، تعرف باسم منطقة شتيرنشانتزه، والتي أصبحت الآن جزءًا كاملًا من حي ألتونا.
وتعرف التونا بكونها موقعا لسوق السمك الشهير ألتونا فيشماركت.

## ملف المنطقة
وقد لاحظ المعلقون والسياسيون، بما في ذلك ستيفاني فون بيرغ، العضو السابق في برلمان هامبورغ، أن أحياء ألتونا متنوعة من حيث الظروف الاجتماعية. وأشارت فون بيرغ إلى أن الفقر الموجود في منطقتي لوروب و أوسدورف يتناقض مع المناطق الراقية مثل بلانكنيزه و نيينشتيدتن داخل المنطقة.

## الجغرافيا

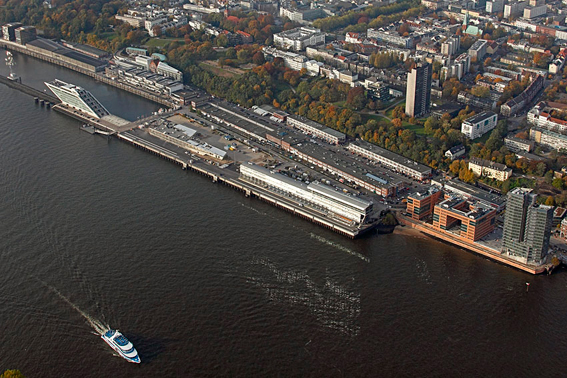
منظر جوي لألتونا من الجنوب. تظهر في المقدمةأرصفة نهر إلبه.

يحد ألتونا من الجنوب نهر إلبه، وعلى الضفة الأخرى من النهر تقع ولاية ساكسونيا السفلى ومناطق هاربورغ و منطقة هامبورغ-الوسطى. ومن الشرق تحدها منطقة هامبورغ-الوسطى، ومن الشمال تحدها منطقة آيمسبيوتل. ومن جهة الغرب تحدها ولاية شليسفيغ-هولشتاين. وفقًا للمكتب الإحصائي في هامبورغ، تبلغ مساحة ألتونا 77.5 كيلومتر مربع أو 29.9 ميل مربع في عام 2006.

### الأحياء
تتبع الأحياء إداريَّا لمنطقة ألتونا:
1. ألتونا-ألتشتات (المدينة القديمة)
2. ألتونا نورد (القسم الشمالي)
3. بارينفيلد
4. أوتنزن
5. أوتمارشن (بما في ذلك أجزاء من كلاين فلوتبيك)
6. جروس فلوتبيك
7. أوسدورف
8. لوروب
9. نينشتيتن (بما في ذلك أجزاء من كلاين فلوتبيك)
10. بلانكنيزا
11. إيسربروك
12. سولدورف
13. ريسن
14. شتيرنشانزا

## التركيبة السكانية
بلغ عدد سكان ألتونا 274,702 نسمة عام 2018. يشكل الأطفال دون سن 18 عامًا نسبة 18.0%، بينما تبلغ نسبة السكان الذين تبلغ أعمارهم 65 عامًا أو أكثر 17.9%. نسبة المهاجرين تبلغ 16.2%، في حين أن 5.0% من السكان مسجلون كعاطلين عن العمل. في نفس العام، كانت 53.4% من جميع الأسر في ألتونا عبارة عن أسر مكونة من شخص واحد.
يوجد في ألتونا 195 روضة أطفال و 31 مدرسة ابتدائية، بالإضافة إلى 879 طبيبًا في عيادات خاصة، و254 طبيب أسنان، و60 صيدلية.

## السياسة

تقسيمات ألتونا

## النقل

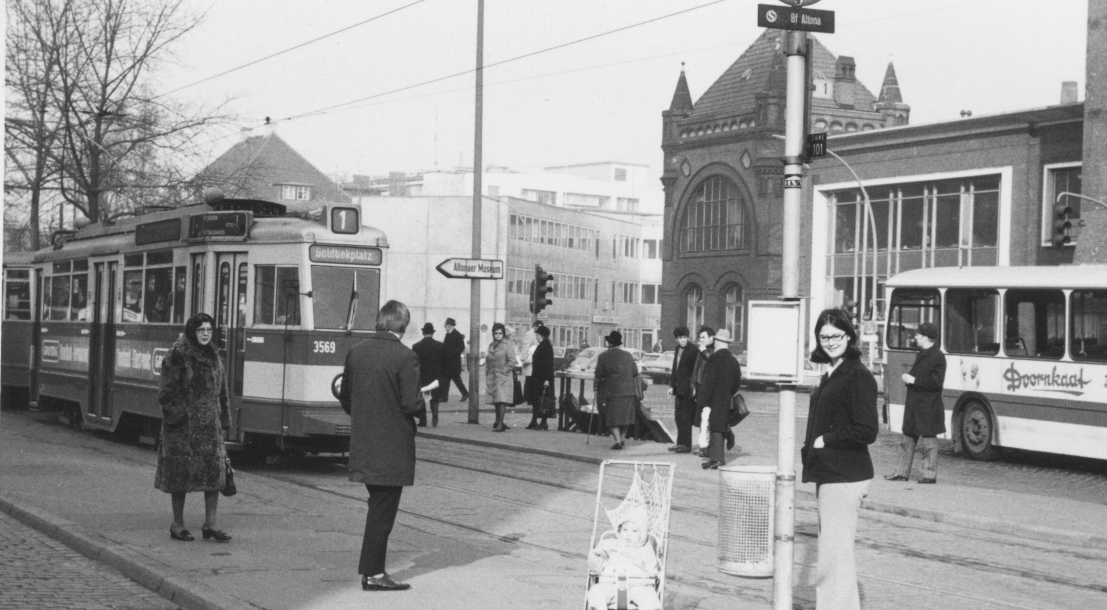
ألتونا بانهوف (محطة سكة حديد) عام 1971. جميع الحافلات والترام والقطارات وقطارات النقل الداخلي اجتمعت جميعها في هذا المكان.

تضم ألتونا محطة قطارات رئيسية، هامبورغ-ألتونا، التي تربط بين شبكة قطارات النقل الداخلي S-Bahn في هامبورغ والسكك الحديدية الإقليمية وخطوط الحافلات المحلية.
كما يمر الطريق السريع A7 بمنطقة ألتونا.
وفقًا للهيئة الاتحادية للمركبات (Kraftfahrt-Bundesamt)، تم تسجيل 87,131 سيارة خاصة في ألتونا، أي بمعدل 359 سيارة لكل 1000 شخص.

## أشخاص بارزون
- جان دي لابادي (1610-1674) ، الصوفي المسيحي الفرنسي الذي توفي في ألتونا.
- غلوكل من هاملن (1646-1724) ، سيدة أعمال يهودية وكاتبة يوميات.
- جوناثان إيبيشوتز (1690-1764) ، كان التلمودي، هالاشيست، و القبالي الذي توفي في ألتونا.
- جاكوب إمدن (1697-1776) ، كان التلمودي, هالاشيستو و قبالي عاش معظم حياته في التونا.
- مشلام سليمان (1723-1794) ، حاخام وابن يعقوب إمدن.
- يوهان فريدريش ستروينسي (1737-1772) ، دكتور في الطب, بحكم الأمر الواقع حاكم الدنمارك-النرويج.
- ينس جاكوب إيشيلز (1757-1842) ، قبطان بحري ، مؤلف أقدم سيرة ذاتية لقبطان معروف في ألمانيا (ولد في نيبلوم ، وتوفي في ألتونا).
- كونراد هينريش دونر (1774-1854) ، مصرفي ومحسن ، من دونرز بارك ، ألتونا
- يوهان هاينريش ووهلين (1779-1842) ، باني الأعضاء. [14]
- جون هنري ويبر (1779-1859) ، تاجر الفراء والمستكشف في جبال روكي ، ولد ونشأ في ألتونا.
- أكيبا إسرائيل فيرتهايمر (1778-1835) ، كان الحاخام الأكبر في ألتونا من 1815 إلى 1835
- جورج جارفيس (فيلهيلين) (1797-1828) ، كان أول الفيلهيليين الأمريكيين الذين شاركوا في الثورة اليونانية 1821-1829 ، جنرال الجيش اليوناني ، ولد في ألتونا.
- يوهانس جرونلاند (1824-1891) ، عالم نبات وعالم مجهر عمل في لويس دي فيلمورين في باريس ولدت في ألتونا.
- كارل راينك (1824-1910) ، ولد الملحن والقائد وعازف البيانو في ألتونا
- كارل سيمبر (1832-1893) ، عالم الإثنولوجيا الألماني وعالم البيئة الحيوانية
- جورج سمبر (1837-1909) ، عالم الحشرات الألماني
- صوفي أوشريش أوشفر (1838-1890) ، كان كاتبا لقصص المغامرات للشباب الذين ماتوا في ألتونا.
- بيرنهارد فون (1849-1929) ، سياسي ومستشار ألماني
- قسطنطين برونر (1862-1937) ، الفيلسوف الألماني ، حفيد أكيبا إسرائيل فيرتهايمر ، ولد في ألتونا
- كارلوس شواب (1866-1926) ، رسام وصانع طباعة رمزي حركة فنية
- كارل ينس (1868–1945), بلين الهواء رسام جنوب كاليفورنيا ، ولد في ألتونا.
- كارل إف دبليو بورجوارد (1890-1963) ، مهندس ألماني ، مصمم سيارات ورجل أعمال
- فريدريش في أوشلتزر (1895-1951) ، ولد سياسي ألماني في ألتونا
- يوهانس دي بوير (1897-1986) ، مزينة للغاية جنرال خلال الحرب العالمية الثانية، ولد في ألتونا.
- لويز شرودر (1887-1957) ، سياسي ألماني (الحزب الاشتراكي الديمقراطي)
- كارل ثيودور سفيرنسن، (1893-1979) ، ولد مهندس المناظر الطبيعية الدنماركي في ألتونا
- فاتح أكشن، (مواليد 1973) ، نشأ المخرج السينمائي التركي في ألتونا
- إريك مكسيم تشوبو موتينغ، (مواليد 1989), الكاميروني ولد لاعب كرة القدم في ألتونا

## روابط خارجية
- - ويكيميديا
- altona.INFO newspaper with daily local information
- The Jewish Community of Altona, The Museum of the Jewish People at Beit Hatfutsot